# USS New York (BB-34)
«Нью-Йорк» (BB-34) (англ. USS New York (BB-34) — американський лінійний корабель, головний у своєму типі та п'ятий корабель військово-морських сил США, названий на честь штату Нью-Йорк.

## Історія створення
«Нью-Йорк» був закладений 11 вересня 1911 року на верфі компанії Brooklyn Navy Yard у Нью-Йорку. 30 жовтня 1912 року він був спущений на воду, а 15 травня 1914 року увійшов до складу ВМС США. 

## Історія служби
Невдовзі після початку програми випробувань, але не встигнувши її завершити, був відряджений до мексиканських берегів, де разом з однотипним лінкором «Техас» блокували мексиканський порт Веракрус. Після вступу США у Першу світову війну став флагманом 9-ї дивізії лінкорів, здійснив перехід до Скапа-Флоу, де посилив британський Гранд-Фліт. Хоча «Нью-Йорк» не здійснив жодного пострілу у війну, він випадково став причиною загибелі одного з німецьких підводних човнів UB-113 або UB-123, який був розчавлений корпусом американського лінійного корабля у підводному положенні.
У Другу світову війну залучався до виконання завдань Нейтрального патруля, потім забезпечував ескорт атлантичним конвоям від берегів США до Ісландії та Великої Британії. У липні 1941 року прикривав американські війська, що висаджувалися на Ісландію. Вперше вступив у бій у листопаді 1942 року при проведенні операції «Смолоскип», з висадки морського десанту поблизу Касабланки. Наприкінці війни бився на Тихому океані, підтримував вогнем корабельної артилерії свої війська при висадці на Іодзіму та Окінаву. Після війни виведений зі складу основних сил флоту та перекваліфікований на корабель-мішень. В ролі мішені «Нью-Йорк» залучався до ядерних випробувань на атолі Бікіні, витримавши без особливих ушкоджень два близьких атомних вибухи. 8 липня 1948 року лінкор затонув під час випробувань нових систем озброєнь.
За бойові заслуги у Другій світовій війні лінійний корабель «Нью-Йорк» відзначений трьома бойовими зірками.

## Відео
- Battleship USS New York BB-34
- World of Warships — Know Your Ship #2 — New York Class Battleship [Архівовано 8 квітня 2019 у Wayback Machine.]